# Coupiac
Coupiac is een gemeente in het Franse departement Aveyron (regio Occitanie) en telt 501 inwoners (2005). De plaats maakt deel uit van het arrondissement Millau. Hoewel Coupiac over enkele historische bouwwerken beschikt, is Coupiac bij deltavliegers vooral bekend vanwege de hoofd-landingsplaats voor hen die vliegen vanaf de nabijgelegen berg Roc Blanc.

## Geografie
De oppervlakte van Coupiac bedraagt 25,2 km², de bevolkingsdichtheid is 19,9 inwoners per km².

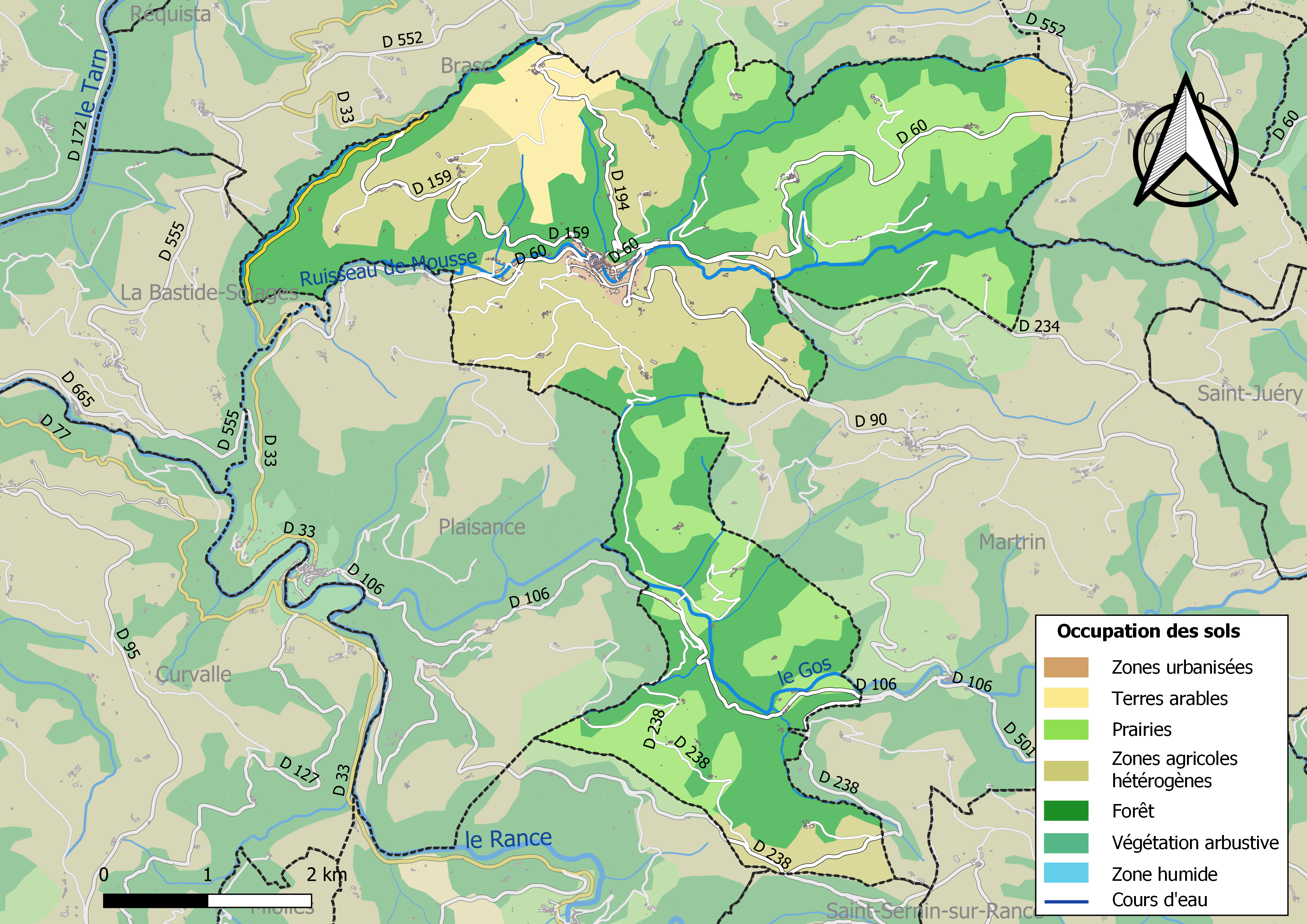
Kaart van de gemeente met de belangrijkste infrastructuur, bodemgebruik en omliggende gemeenten

## Demografie
Onderstaande figuur toont het verloop van het inwonertal (bron: INSEE-tellingen).

Vanwege een beveiligingsprobleem met de MediaWiki Graph-software is het momenteel niet mogelijk deze grafiek weer te geven. Zodra de software is bijgewerkt zal de grafiek vanzelf weer zichtbaar worden.